# Allen Hagaman
Allen Hagaman, född 13 oktober 1885, död 6 maj 1937, var en amerikansk militär som tjänstgörande i USA:s marinkår, var den enda i markpersonalen som dog i Hindenburgolyckan. Rapporterna skiljer sig åt vad gäller hur han dog; antingen blev han krossad av en motor eller försvann bara i eldhavet. Han kom från Lakehurst, USA.